# Jean-Baptiste Bessières
Jean-Baptiste Bessières (Prayssac, 6 de agosto de 1768-1 de mayo de 1813, Lützen) fue un mariscal del Imperio Francés.

## Biografía
Hijo de un cirujano barbero comenzó su carrera militar en la Guardia Constitucional de Luis XVI. Tomó parte en la campaña de los Pirineos en la guerra de la Convención. Ascendido a capitán, pasó al ejército francés de Italia, donde tomó parte en la batalla de Rivoli. Como jefe de brigada acompañó a Napoleón en la expedición a Egipto, y tuvo una destacada actuación en el sitio de San Juan de Acre y en la batalla de Abukir.
Bessières participó en el golpe de Estado del 18 de Brumario lo que le valió ser nombrado comandante segundo de la Guardia Consular.
El 14 de junio de 1800 tomó parte en la batalla de Marengo. Ascendió a general de brigada un mes después, a general de división en septiembre de 1802 y a Mariscal del Imperio en mayo de 1804. Se distinguió en todas las batallas importantes que sostuvo Napoleón en Europa Central: Austerlitz, Jena, Friedland, Eylau, Wagran, entre otras.
Enviado a España durante la guerra de la Independencia, facilitó la entrada de José I en Madrid al derrotar a los generales Blake y García de la Cuesta, en la batalla del Moclín en Medina de Rioseco. Como premio recibió en 1809 el título de duque de Istria.
Participó también en la campaña de Rusia, como comandante de la caballería de la Guardia: cubrió con gran efectividad la retirada de Moscú. En esos momentos, 1812 y 1813, estaba considerado por Napoleón como uno de sus mejores oficiales y su más fiel colaborador y amigo.
En 1813 recibió todo el mando de la caballería francesa. Su éxito más destacado fue la victoria en la batalla de Wagram, en la que ordenó una furiosa carga que desconcertó al enemigo.
La víspera de la batalla de Lützen (Sajonia) contra los prusianos, mientras estaba reconociendo con un pequeño destacamento el desfiladero de Rippach, fue mortalmente herido. Para evitar que cundiera la desmoralización entre sus hombres, la noticia de su muerte se mantuvo en secreto hasta después de finalizado el combate, que terminó con victoria para el ejército imperial.